# Tramoyes

Tramoyes este o comună în departamentul Ain din estul Franței.